# Cistacythereis rubra
Cistacythereis rubra is een mosselkreeftjessoort uit de familie van de Trachyleberididae. De wetenschappelijke naam van de soort werd in 1894 voor het eerst geldig gepubliceerd door Otto Friedrich Müller.